# 야스민 베다르트가니
야스민 베다르트가니(Yaasmeen Bedart-Ghani, 1996년 11월 8일 ~ )는 미국의 배구 선수이다. 2023년 기준으로는 대한민국 V-리그 광주 페퍼 저축은행 소속으로 활동 중이다.